# Король Лев (саундтрек, 2019)
Король Лев: Саундтрек (англ. The Lion King: Original Motion Picture Soundtrack) — официальный саундтрек к мультфильму «Король Лев» 2019 года. Он состоит из песен из оригинального мультфильма, написанных Элтоном Джоном и Тимом Райсом и исполненных актёрским составом, новой песни «Spirit», исполненной Бейонсе и музыки, написанной Хансом Циммером.

## Происхождение
28 сентября 2016 года было объявлено, что Джон Фавро будет снимать ремейк диснеевского фильма «Король Лев», в котором, как было объявлено, будут представлены песни Элтона Джона и Тима Райса из оригинального фильма. 1 ноября 2017 года было объявлено, что композитор оригинального фильма, Ханс Циммер, сочинивший дополнительную музыку для «Железного человека» Фавро, вернётся для написания музыки к фильму. Циммер поначалу не решался вернуться для ремейка, утверждая, что «он очень много работал, чтобы не испортить ситуацию улучшением», однако он согласился сочинить ремейк после исполнения саундтрека к оригинальному фильму на концерте, сказав, что он «внезапно понял, что его место в этой новой версии было: провести большой эксперимент и задействовать мою группу и оркестр, вернуться в Африку, поработать с Лебо, хором и выдающимися музыкантами со всего мира и по-настоящему сделать это исполнение». Циммер относился к своей работе над ремейком так же, как к работе над оригинальным фильмом, заявив, что «Он делает это строго для людей, для которых это что-то значит. Он работает со своими музыкантами до мозга костей, потому что он хочет добиться этого исполнения. Он хотел почувствовать запах пота и крови в студии». Однако у него также был другой подход к музыке, чем в оригинальном фильме, он пытался «отрепетировать и записать музыку, как живое концертное выступление».
28 ноября 2017 года стало известно, что Элтон Джон подписался на проект, чтобы переработать свои музыкальные композиции из оригинального фильма перед уходом на пенсию. На следующий день стало известно, что Бейонсе будет помогать Джону в переработке саундтрека. 18 февраля 2018 года стало известно, что в фильм войдут четыре песни из оригинального фильма: «Circle of Life», «I Just Can’t Wait to Be King», «Hakuna Matata» и «Can You Feel the Love Tonight», последнюю исполнят Бейонсе, Дональд Гловер, Сет Роген и Билли Айкнер. 3 февраля 2019 года стало известно, что «Be Prepared» также будет показана в фильме. Фавро охарактеризовал опыт «не пытаться создавать новые песни, а попытаться построить то, что люди помнят и любят в старых», как что-то «действительно веселое и формирующее». На музыку к фильму и песни в ремейке повлияла музыка, представленная в бродвейской версии «Короля Льва», поскольку Фавро чувствовал, что «Циммер и Джон действительно исследовали глубже корни музыки в бродвейском шоу».
Из пяти песен оригинала судьба «Be Prepared» вызвала наибольшие споры при создании саундтрека к фильму. Фавро чувствовал, что исходная последовательность, которую он сравнивал с сегментом «Фантазии» «Ночь на Лысой горе», будет слишком сильно противоречить тону ремейка и характеру Шрама. Фавро подумал о том, чтобы сразу вырезать песню, и попросил сценариста Джеффа Натансона создать устный монолог, чтобы заменить песню, но был неудовлетворен, поскольку он знал, насколько важна песня злодея для фильма Disney. Он спросил Циммера, может ли какая-нибудь музыкальная версия песни всё ещё быть частью фильма; впоследствии Фавро спросил Тима Райса, может ли он обновить слова песни, чтобы отразить новую динамику Шрама с гиенами. Райс так и сделал, и окончательная версия песни представляет собой смесь монолога, написанного Натансоном (от «Муфаса всегда проявлял излишнюю сдержанность, когда дело касалось охоты» до «потребности в отличной мечте»), старых и новых слов Райса, и новая партитура, созданная Циммером. Фавро полагал, что, хотя это и не была полная песня, она создала бы у аудитории впечатление, что они все ещё видели последовательность в ремейке, и в качестве ключевого образа назвал последний снимок Шрама на вершине с полумесяцем позади него в качестве ключевого изображения, которое он должен был сохранить для фильма.
9 февраля 2018 года Джон объявил, что он, Райс и Бейонсе создадут новую песню для финальных титров фильма. Однако сотрудничество Джона и Бейонсе не увенчалось успехом, поскольку их неизданная песня не была добавлена в официальный саундтрек. Джон и Райс написали новую песню для финальных титров под названием «Never Too Late» и исполнена Джоном.
«Spirit», новая песня, исполненная Бейонсе и написанная Бейонсе, Илья Салманзаде и Labrinth, изначально предназначалась для финальных титров, но Фавро сообщил, что песня будет показана в самом фильме. Фавро сказал, что Бейонсе «написала [песню] в духе постановки вместе с работой с Лебо М., который является частью этого с Хансом Циммером», и почувствовал, что «им было приятно, что они поработали с ней, чтобы позволить новому песня, чтобы органично почувствовать себя частью новой постановки». Позже Циммер сказал, что принял решение перенести «Spirit» в основу фильма.  «Spirit» была выпущена синглом 10 июля 2019 года.
В фильме также присутствует кавер The Tokens на песню «The Lion Sleeps Tonight» в исполнении Рогена и Айкнера, а также песня «He Lives in You» из «Ритм земель прайда» и бродвейской постановки в исполнении Лебо М. Фаррелл Уильямс спродюсировал пять песен для фильма. Саундтрек, содержащий музыку к фильму Циммера и различные имеющийся и новые песни фильма, был выпущен в цифровом виде 11 июля 2019 года, а в физическом виде — 19 июля 2019 года.
В октябре 2019 года Джон резко раскритиковал саундтрек, полностью заявив: «Новая версия «Короля Льва» была для меня огромным разочарованием, потому что я считаю, что они испортили музыку. Музыка была неотъемлемой частью оригинала и музыка в текущем фильме не имела такого же влияния. Волшебство и радость были потеряны. Саундтрек не оказал такого же влияния на чарты, как 25 лет назад, когда он был самым продаваемым альбомом года. Новый саундтрек так быстро выпал из чартов, несмотря на огромный кассовый успех. Я бы хотел, чтобы меня больше приглашали на вечеринку, но на этот раз творческое видение фильма и его музыка были другими, и меня не приветствовали и не относились с таким же уровнем уважения. Это меня очень огорчает. Я так счастлив, что правильный дух музыки живет в сценическом мюзикле «Короля Льва».

## Список композиций
Вся музыка написана Хансом Циммером; все песни написаны Элтоном Джоном и Тимом Райсом, кроме отмеченных.
| №                   | Название | Исполнитель                                               | Длительность |
| ------------------- | --- | --------------------------------------------------------- | ------------ |
| 1.                  | «Circle of Life»                                                                                                | Браун Линдив Мхизе и Лебo M.                              | 4:01         |
| 2.                  | «Life's Not Fair»                                                                                               |                                                           | 1:43         |
| 3.                  | «Rafiki's Fireflies»                                                                                            |                                                           | 1:52         |
| 4.                  | «I Just Can’t Wait to Be King»                                                                                  | Дж. Д. Маккрэри, Шахади Райт Джозеф и Джон Оливер         | 3:22         |
| 5.                  | «Elephant Graveyard»                                                                                            |                                                           | 6:38         |
| 6.                  | «Be Prepared» (2019)                                                                                            | Чиветел Эджиофор                                          | 2:03         |
| 7.                  | «Stampede» |                                                           | 7:46         |
| 8.                  | «Scar Takes the Throne»                                                                                         |                                                           | 2:50         |
| 9.                  | «Hakuna Matata»                                                                                                 | Билли Айкнер, Сет Роген, Дж. Д. Маккрэри и Дональд Гловер | 4:11         |
| 10.                 | «Simba Is Alive!»                                                                                               |                                                           | 3:38         |
| 11.                 | «The Lion Sleeps Tonight» (написана Луиджи Креаторе, Хьюго Перетти, Джорджом Дэвидом Вайсом и Соломоном Линдой) | Билли Айкнер и Сет Роген                                  | 1:24         |
| 12.                 | «Can You Feel the Love Tonight»                                                                                 | Бейонсе, Дональд Гловер, Билли Айкнер и Сет Роген         | 3:02         |
| 13.                 | «Reflections of Mufasa»                                                                                         |                                                           | 5:09         |
| 14.                 | «Spirit» (написана Ильёй Салманзаде, Labrinth и Бейонсе)                                                        | Бейонсе                                                   | 4:33         |
| 15.                 | «Battle for Pride Rock»                                                                                         |                                                           | 11:01        |
| 16.                 | «Remember» |                                                           | 3:09         |
| 17.                 | «Never Too Late»                                                                                                | Элтон Джон                                                | 4:09         |
| 18.                 | «He Lives in You» (написана Марком Манчиной, Джеем Рифкином и Лебo M.)                                          | Лебo M.                                                   | 5:05         |
| 19.                 | «Mbube» (написана Соломоном Линдой)                                                                             | Лебo M.                                                   | 1:56         |
| Общая длительность: | Общая длительность:                                                                                             | Общая длительность:                                       | 77:32        |

## Чарты
| Чарты (2019)                    | Высшая позиция |
| ------------------------------- | -------------- |
| Австралия (ARIA)                | 3              |
| Австрия (Ö3 Austria)            | 15             |
| Бельгия/Фландрия (Ultratop)     | 7              |
| Бельгия/Валлония (Ultratop)     | 28             |
| Канада (Canadian Albums Chart)  | 18             |
| Нидерланды (Album Top 100)      | 10             |
| French Albums (SNEP)            | 35             |
| Германия (Offizielle Top 100)   | 32             |
| Япония (Oricon)                 | 49             |
| New Zealand Albums (RMNZ)       | 5              |
| Норвегия (VG-lista)             | 28             |
| Польша (ZPAV)                   | 22             |
| South Korean Albums (Gaon)      | 12             |
| Spanish Albums (PROMUSICAE)     | 27             |
| Швейцария (Schweizer Hitparade) | 16             |
| США (Billboard 200)             | 13             |

| Чарты (2019)                       | Позиция |
| ---------------------------------- | ------- |
| Australian Albums (ARIA)           | 95      |
| Belgian Albums (Ultratop Flanders) | 89      |
| US Soundtrack Albums (Billboard)   | 24      |